# فريتز بيتر بوخ
فريتز بيتر بوخ (بالألمانية: Fritz Peter Buch)‏ هو كاتب سيناريو ومترجم وكاتب ومخرج ألماني، ولد في 21 ديسمبر 1894 في فرانكفورت في ألمانيا، وتوفي في 14 نوفمبر 1964 في فيينا في النمسا.

## وصلات خارجية
- فريتز بيتر بوخ على موقع IMDb (الإنجليزية)
- فريتز بيتر بوخ على موقع مونزينجر (الألمانية)
- فريتز بيتر بوخ على موقع ألو سيني (الفرنسية)
- فريتز بيتر بوخ على موقع أول موفي (الإنجليزية)
- فريتز بيتر بوخ على موقع قاعدة بيانات الأفلام السويدية (السويدية)
- فريتز بيتر بوخ على موقع قاعدة بيانات الفيلم (الإنجليزية)
- فريتز بيتر بوخ على موقع كينوبويسك (الروسية)